# Rèquiem (Weinberg)
El Rèquiem, op. 96, va ser compost per Mieczysław Weinberg entre 1965 i 1967. Igual que altres rèquiems soviètics com el Dmitri Kabalevski, no basa la litúrgia en el ritu romà, sinó en poemes seculars de Mikhail Dudin, Munetoshi Fukugawa, Federico García Lorca, Dmitri Kedrin i Sara Teasdale. L'ús de textos contra la guerra vincula aquesta obra amb el War Requiem de Benjamin Britten, que Weinberg coneixia bé.

## Moviments
Consta dels moviments següents:
1. Хлеб и железо (Pa i ferro), Dmitri Kedrin)[1]
2. И затем... (I després…), Federico García Lorca[2][3]
3. Будет ласковый дождь (Vindran pluges suaus), Sara Teasdale
4. риросимское пятистишие (Les estrofes de cinc línies d'Hiroshima), Munetoshi Fukugawa; revisió com a cantata per Weinberg, op. 92, Hiroshima)[4]
5. Люди шли... (La gent va caminar…) Federico García Lorca
6. Посейте семя (Sembra la llavor) Mikhail Dudin)

## Origen i context
Weinberg sempre es va considerar un deixeble de Xostakóvitx, tot i que només eren amics íntims i mai va assistir a cap de les seves classes. Escoltant la música de Weinberg, salten a la vista les similituds entre els dos, encara que Weinberg va saber ser alguna cosa més que un simple seguidor i va ser capaç de crear un univers propi. Escoltant la música de Xostakóvitx també s'hi aprecia a Weinberg. Pel que fa al Rèquiem hi ha curioses coincidències amb la "fúnebre" Simfonia núm. 14 de Xostakóvitx, com per exemple en la utilització de textos de García Lorca i l'orquestra amb una plantilla de cambra.
El Rèquiem de Weinberg es caracteritza en general per un to resignat i elegíac, sense grans escarafalls dramàtics. Les seves sonoritats són contingudes, les textures transparents amb la presència de nombrosos solos instrumentals com per exemple el clavicèmbal en el segon episodi que evocaria la sonoritat d'una guitarra imaginària.
Es podria considerar pràcticament una cantata amb el protagonisme vocal més important per a la soprano però amb la intervenció també d'un cor de nens. El nucli emotiu és el quart episodi amb petites reminiscències orientals, inspirat en la tragèdia d'Hiroshima.
L'humanisme de Weinberg i el record de la Segona Guerra Mundial afloren també en la Simfonia núm. 6, una mena d'himne a la pau i la llibertat, i sobretot en la monumental Simfonia núm. 17, els amplis quadres sonors de la qual componen una mena d'autobiografia interior rematada per un moviment lent conclusiu de regust mahlerià. A una estètica neoclàssica, de tall més concís i objectiu no exempt de picades d'ullet irònics, remeten la brillant Sinfonietta núm. 1 i el Concert per a trompeta núm. 1. Si en la Sinfonietta destaca l'ús de materials folklòrics, el Concert per a trompeta escull en el seu tercer moviment el camí del collage, en un discurs trufat de cites cultes (Mendelssohn, Bizet, Rimski-Kórsakov…).